# El Aguajito
El Aguajito (1 300+ m n. m.) je v současnosti neaktivní kaldera nacházející se na Kalifornském poloostrově při Kalifornském zálivu severovýchodně od komplexu Tres Vírgenes. Kaldera s průměrem přibližně 10 km má značně erodované okraje. Její vznik se datuje do doby před 760 000 lety. Je budována andezitem a ryolitem. Postkalderové stádium představují ryolitové a dacitové lávové dómy nacházející se na severním a jižním okraji. V průběhu geotermálního průzkumu byly na jižním okraji objeveny víceré termální prameny a zvýšená seismicita.